# Saint-Agnan (Tarn)
Saint-Agnan é uma comuna francesa na região administrativa da Occitânia, no departamento de Tarn. Estende-se por uma área de 6.88 km², e possui 226 habitantes, segundo o censo de 2018, com uma densidade de 33 hab/km².